# ناوشکن کلاس اونچریر
دیسترویر کلاس اونچریر (به انگلیسی: Aventurier-class destroyer) یک کلاس از کشتی است که طول آن ۸۸٫۵ متر (۲۹۰ فوت ۴ اینچ) می‌باشد.